# Mark Dayton
Mark Brandt Dayton (Minneapolis, Minnesota, 26 de gener de 1947) és un polític estatunidenc del  Partit Demòcrata. Des de gener de 2011 ocupa el càrrec de governador de Minnesota.